# پای توت‌فرنگی
پای توت فرنگی یک غذای دسر است که عمدتاً از توت فرنگی تشکیل شده‌است.

## مواد اولیه

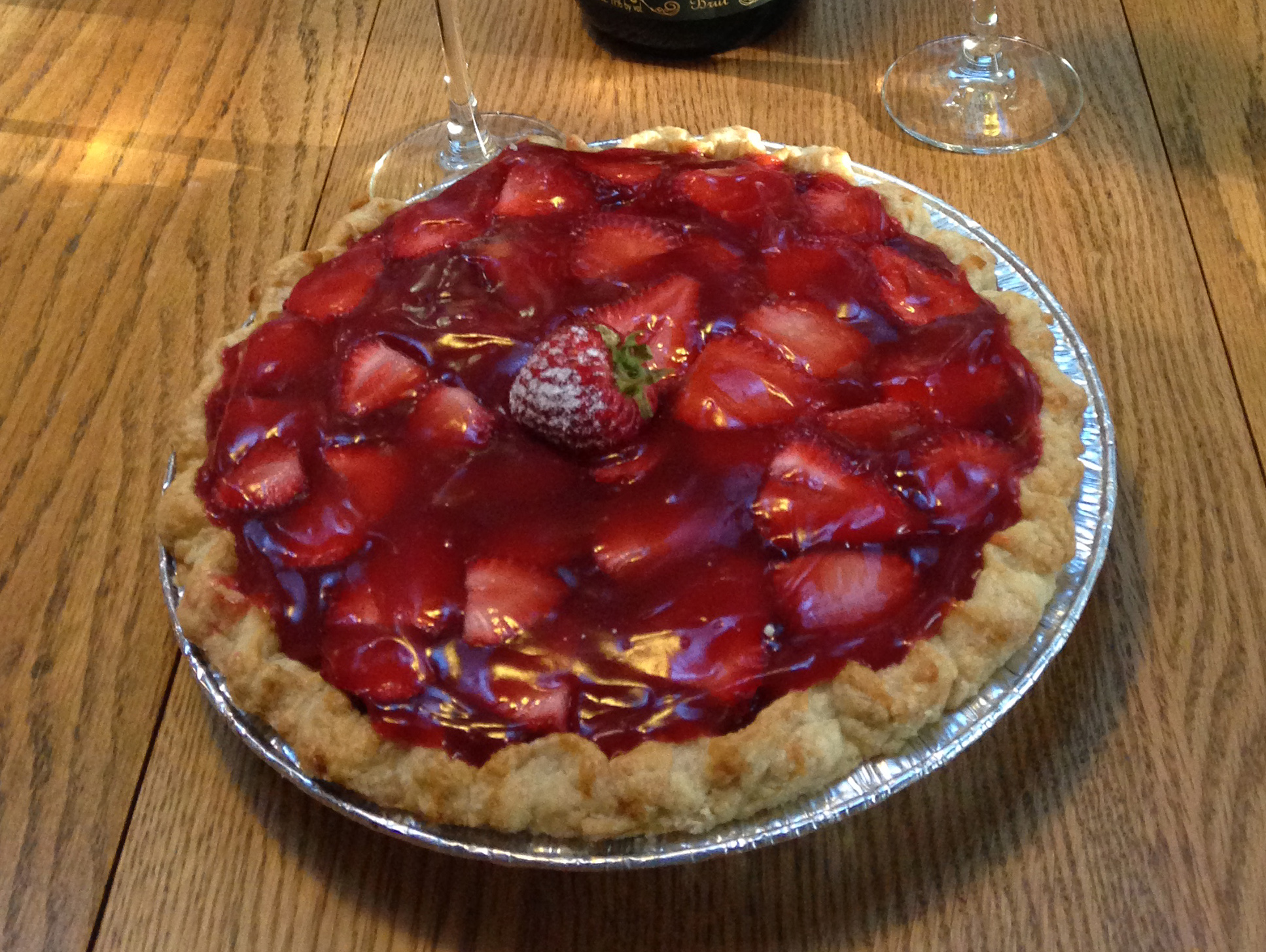
پای توت فرنگی با ژلاتین قرمز شیرین که با توت‌های تارت مخلوط شده‌است.

پای توت فرنگی بیشتر از توت فرنگی، شکر، پوسته پای و گاهی ژلاتین تشکیل شده‌است. معمولاً حدود ۷۰ درصد وزن پای را توت فرنگی تشکیل می‌دهد. اغلب با خامه فرم گرفته یا گاهی با بستنی سرو می‌شود.

## دسرهای مرتبط
یک غذای دسر مرتبط، پای توت فرنگی-ریواس است که نسخه ای از پای ریواس است که از توت فرنگی به عنوان یک شیرین کننده میوه ای استفاده می‌کند.